# Totò, Peppino e le fanatiche
Totò, Peppino e le fanatiche è un film italiano del 1958 diretto da Mario Mattoli.

## Trama
Antonio Vignanelli e Peppino Caprioli sono due capifamiglia portati all'esasperazione dagli hobby e dalle manie che imperversano tra i rispettivi familiari: oltre ai molti problemi che devono affrontare a causa di tali fissazioni, i due vengono anche presi per pazzi e portati quindi in manicomio. È appunto al direttore del manicomio che i due malcapitati raccontano i vari equivoci che hanno portato al loro ricovero, tutti dovuti in realtà alle manie dei loro familiari.

### Prima mania: il week-end
Il ragionier Antonio Vignanelli e il cavalier Peppino Caprioli si conoscono in seguito a un incidente automobilistico causato dal fanatismo dei loro figli. Mentre le famiglie litigano, Vignanelli e Caprioli stringono amicizia. Così, dopo aver calmato gli animi, Totò e Peppino vanno in cerca di soccorso, ma senza successo. Al loro ritorno sono costretti dalle famiglie a campeggiare in una tenda all'addiaccio. La fortuna tuttavia arride loro: conoscono due autentiche autostoppiste tedesche e riescono a concludere ma, al momento di giungere al sodo, cadono vittime di un'altra mania delle loro mogli, quella per le medicine americane. Sul più bello, infatti, soccombono ai sonniferi che erano stati costretti a prendere e in tal modo trascinano nel fango l'onore italico.

### Seconda mania: gli elettrodomestici
La moglie del ragioner Vignanelli decide di liquidare la giovane e graziosa cameriera per comperare dei costosi e moderni elettrodomestici. Il ragionier Vignanelli, tenuto all'oscuro di tutto fino al momento di pagare delle onerose cambiali, si vendica a modo suo della moglie.

### Terza mania: gli hobby
Il ragionier Caprioli è ossessionato da un aumento di stipendio che il suo capoufficio non vuole concedergli. Il direttore gli propone allora di non pensare al denaro e di andare invece a casa sua per coltivare degli hobby che gli consentiranno di rilassare la mente. Gli hobby che il capoufficio gli propone non sono però quelli che pensava lo sfortunato Peppino, il quale si ritrova infatti ad eseguire i lavori domestici e le riparazioni idrauliche nella casa del direttore. Scoperto che con questo inganno il capoufficio sfrutta i propri sottoposti riuscendo pure a risparmiare sulla servitù, Caprioli litiga con il suo capo e viene licenziato.

### Quarta mania: le maggiorate
Nell'ufficio del ragioner Vignanelli arriva una nuova segretaria supermaggiorata che egli ritiene erroneamente voglia sedurlo. L'equivoco è provocato dalla stessa signora Vignanelli quando decide di presentarsi a sorpresa nell'ufficio del marito per fargli uno scherzo.

### Quinta mania: lo spettacolo di beneficenza
L'ultima mania consiste in uno spettacolo di beneficenza che le famiglie del ragionier Vignanelli e del cavalier Caprioli decidono di allestire per aiutare i poveri orfanelli. Lo scarso senso di solidarietà di parenti ed amici delle famiglie Vignanelli-Caprioli, unicamente interessati alle luculliane abbuffate, oltre alla loro totale incapacità nell'organizzare un simile spettacolo, rendono tragicomico l'esito della nobile iniziativa. Soltanto l'intervento di Renato Carosone e della sua orchestra riesce a salvare parzialmente lo spettacolo. A seguito del fallito spettacolo di beneficenza, Caprioli e Vignanelli sono costretti dalle rispettive famiglie ad aiutare i poveri orfanelli vendendo per strada delle spillette, ma vengono presi per pazzi e quindi portati in manicomio.

### Epilogo
Dopo aver ascoltato le loro varie disavventure il direttore del manicomio, durante la visita dei familiari ai due pazienti, comprendendo l'accaduto non solo rilascia i due esasperati capifamiglia ma decide di trattenere al loro posto le rispettive ed estenuanti famiglie.